# Bonney Lake
Bonney är en sjö i Antarktis. Den ligger i Östantarktis. Nya Zeeland gör anspråk på området. Bonney ligger 275 meter över havet.